# Isidoro San José
Isidoro San José Pozo (ur. 27 października 1955 w Madrycie) – były hiszpański piłkarz występujący podczas kariery zawodniczej na pozycji obrońcy. Uczestnik mistrzostw świata 1978 rozgrywanych w Argentynie.
Jest wieloletnim graczem Realu Madryt. Występował też w klubie RCD Mallorca.

## Sukcesy

### Real Madryt
- Primera División (4): 1978, 1979, 1980, 1986
- Puchar Króla (3): 1974, 1980, 1982
- Copa de la Liga: 1985
- Puchar UEFA (2): 1985, 1986